# Thứ Tư Tuần Thánh
Trong Kitô giáo, Thứ Tư Tuần Thánh, còn được gọi là Thứ Tư Gián điệp, hoặc Thứ Tư Tốt lành (trong Kitô giáo Tây phương), là Thứ Tư của Tuần Thánh, tuần lễ trước Phục Sinh.
Vào Thứ Tư Gián điệp, Cơ đốc nhân nhớ rằng Chúa Giê-su đã bị phản bội bởi Judas, một môn đệ (gián điệp bí mật) trong số các môn đệ. Nhiều nhà thờ thuộc các giáo phái Thiên chúa giáo khác nhau tổ chức lễ phục dựng giáo phái vào Thứ Tư Gián điệp.